# Autoestrada A2
Die Autobahn A2 oder Süd-Autobahn (Autoestrada do Sul) ist eine portugiesische Autobahn, die Lissabon mit Paderne verbindet und die Metropolregion Lissabon mit den zur Region Alentejo gehörenden Subregionen Alentejo Litoral und Baixo Alentejo sowie der Region Algarve verbindet. Sie hat eine Gesamtlänge von 240,8 km.

## Größere Städte an der Autobahn
- Lissabon
- Setúbal
- Grândola
- Aljustrel
- Albufeira